# Prostemmiulus affinis
Prostemmiulus affinis är en mångfotingart som beskrevs av Loomis 1936. Prostemmiulus affinis ingår i släktet Prostemmiulus och familjen Stemmiulidae. Inga underarter finns listade i Catalogue of Life.